# András Ligeti
András Ligeti (Pécs, 5 agosto 1953 – 19 settembre 2021) è stato un direttore d'orchestra e violinista ungherese.

## Biografia
Studiò all'accademia Musicale Franz Liszt a Budapest, e poi a Vienna  con Igor Markevich. Condusse la Budapest Symphony Orchestra, succedendo al predecessore Gyorgy Lehel, posizione che occupò dal 1989 sino al 1993. Fra le altre ha condotto la Dresden Philharmonic, Berlin Radio Symphony Orchestra, BBC Symphony, Oslo Philharmonic,  Israel Philharmonic Orchestra, Bergen Symphony e la Seoul Philharmonic

## Riconoscimenti
- Vincitore della Leo Weiner Violin Competition;
- Ottenne la Sir Georg Solti Scholarship.